# 新渡戸文化中学校・高等学校
新渡戸文化中学校・高等学校（にとべぶんかちゅうがっこう・こうとうがっこう）は、東京都中野区本町六丁目に所在する私立中高一貫校。

## 設置学科・コース
- 中学校
- 高等学校
  - 全日制課程　普通科
    - 探究進学コース
    - フードデザインコース
    - 美術コース

## 沿革
- 1927年（昭和2年） - 東京府東京市本郷区元町（現在の文京区本郷二丁目）に女子文化高等学院として創立。学院長に森本セイ、理事長に森本厚吉が就任
- 1928年（昭和3年） - 女子経済専門学校へ昇格。理事長に森本厚吉、初代校長に新渡戸稲造が就任
- 1931年（昭和6年） - 東京都中野区の現在地にあった成美高等女学校を引き継ぎ、女子経済専門学校附属高等女学校と改称。新渡戸校長が高等女学校校長を兼任
- 1933年（昭和8年） - 新渡戸校長逝去により森本厚吉理事長が校長を兼任
- 1934年（昭和9年） - 女子経済専門学校が現在地に移転
- 1944年（昭和19年） - 女子経済専門学校を東京女子経済専門学校に改称
- 1946年（昭和21年） - 女子経済専門学校附属幼稚園を開園
- 1947年（昭和22年） - 学制改革により女子経済専門学校付属高等女学校を東京経専中学校・高等学校に改組
- 1948年（昭和23年） - 東京経専小学校を開校
- 1950年（昭和25年） - 森本厚吉校長逝去により森本静子が校長・園長に就任。東京文化幼稚園・小学校・中学校・高等学校に改称
- 1951年（昭和26年） - 財団法人東京女子経済専門学校から学校法人東京文化学園に組織変更。理事長に橋本寛敏が就任
- 1955年（昭和30年） - 東京文化医学技術学校（二年制）を開校
- 1976年（昭和51年） - 創立50周年。記念事業として杉並区和田に土地を購入。東京文化医学技術学校を東京文化医学技術専門学校臨床検査学科（三年制）に改組
- 1979年（昭和54年） - 杉並区和田一丁目に幼稚園・小学校を移転
- 1981年（昭和56年） - 中野区本町に体育館設置
- 1987年（昭和62年） - 幼稚園、医学技術専門学校を移転。専門学校東京文化学園ビジネスアカデミーを開校
- 1995年（平成7年） - 専門学校東京文化学園ビジネスアカデミーを休校（のちに廃止）。桃園校舎を臨検校舎に改称
- 2007年（平成19年） - 東京文化学園80周年記念式典を挙行
- 2008年（平成20年） - 法人名を学校法人新渡戸文化学園と変更。東京文化医学技術専門学校を閉校
- 2010年（平成22年） - 新渡戸文化幼稚園・小学校・中学校・高等学校に改称。新渡戸文化小学校を杉並区和田から中野区本町へ移転
- 2011年（平成23年） - 新渡戸文化幼稚園を杉並区和田から中野区本町へ移転。新渡戸文化アフタースクールを開校
- 2013年（平成25年） - 新渡戸文化幼稚園を新渡戸文化子ども園に表記変更
- 2014年（平成26年） - 新渡戸文化中学校を共学化
- 2017年（平成29年） - 新渡戸文化高等学校を共学化。新渡戸文化学園90周年

## 交通
出典 : 
電車
- 東京メトロ丸ノ内線 東高円寺駅 徒歩5分

バス
| 乗車駅 | 系統             | 下車停留所              | 運行事業者 |
| ------ | ---------------- | ----------------------- | ---------- |
| 新宿駅 | 王78・宿91       | 「中野天神前」、徒歩3分 | ■都営      |
| 中野駅 | 宿45・渋63・中82 | 「杉山公園」、徒歩7分   | ■京王バス  |
| 中野駅 | 中71             | 「鍋屋横丁」、徒歩7分   | ■京王バス  |

## 制服
- 冬服 - ブレザー
- 夏服 - ブラウス、ニット系ベスト

## 主な出身者

### 芸能人
- 樫山文枝
- イルカ
- 沢田聖子
- 熊谷真実
- 松田美由紀
- 佐久間レイ
- 笛木優子
- 瀬奈じゅん
- 千早真永
- 鳳龍あや※高校中退
- 毬愛まゆ
- 愛可※中学のみ
- 中川翔子※中学のみ
- 豊田エリー※高校中退
- 千葉紗子※高校中退
- 大原がおり

### その他
- 釜澤安季子 - 放送作家
- 中田正子 - 日本初の女性弁護士のひとり※旧女子経済専門学校卒業
- 石井ふく子 - プロデューサー